# Joana de Portugal i de Coïmbra
Joana de Portugal i de Coïmbra, O.P. (Lisboa, 6 de febrer 1452 – Aveiro, 12 de maig 1490; pronunciació portuguesa: [ʒuˈɐnɐ]), també coneguda com Joana d'Avís, va ser una princesa portuguesa i regent de Portugal (1471–1475), filla del rei Alfons V i la seva primera esposa i cosina, l'infanta Isabel de Coïmbra. Fou regent del regne en el moment de l'expedició d'Alfons V a Arzila. Laica en un convent de dominiques a partir del 1475, és coneguda popularment com Santa Joana o Santa Joana Princesa, tot i només esser venerada com a beata per l'Església catòlica i no estar canonitzada oficialment. Amb la mort del seu germà gran, João, va prendre possessió del càrrec de princesa hereva de Portugal, títol que va mantenir fins al naixement del seu segon germà, el futur rei João II.

## Orígens familiars
Nascuda el 6 de febrer de 1452 a la cort de Lisboa, fou la segona dels fills del rei Alfons V de Portugal i la seva primera esposa Isabel de Coïmbra i d'Urgell. Fou germana gran del rei Joan II de Portugal.
Era neta per línia paterna d'Eduard I de Portugal i Elionor d'Aragó, filla aquesta de Ferran I d'Aragó, i per línia materna del duc i regent Pere de Coïmbra i Elisabet d'Urgell, filla del comte Jaume d'Urgell.

## Biografia
Joana nasqué com a hereva al tron de Portugal, ja que el seu germà primogènit havia mort poc abans. El 1455, amb només tres anys, quedà òrfena de mare en morir sobtadament Isabel de Coïmbra, probablement emmetzinada, quan acabava de néixer l'hereu masculí d'Alfons V, el futur rei Joan II.
Després de la mort de la reina, la seva germana Felipa de Coïmbra (1437-1493), que vivia retirada al monestir d'Odivelas sense professar, s'ocupà de l'educació dels nebots, la petita Joana i el seu germà Joan, de pocs mesos, dedicant-se completament a ells i fent-los de segona mare, fent que es criessin en un ambient cultural humanista, de nítida influència italiana.
Felipa de Coïmbra també els educà en el culte a la figura de l'avi, Pere de Coïmbra. Això portaria Joan, en arribar al tron, a combatre i perseguir la Casa de Bragança, responsable de les desgràcies de Pere.
Potser per l'exemple de la tia Felipa de Coïmbra, Joana va expressar de ben jove el desig d'ingressar en un convent, però tot i això, el seu pare Alfons V no ho permeté, fent-li notar que no s'ho podia permetre en ésser la segona en la línia de successió al tron de Portugal.

## Regència
Durant l'expedició militar del seu pare a Tànger Joana fou nomenada regent del regne (1471-1475). Al retorn del seu pare, el 1475, Alfons li proposà diversos candidats per casar-s'hi, entre ells l'Emperador Maximilià o el rei Carles VIII de França, però ella s'hi negà, i el mateix any ingressà sense prendre l'hàbit en el convent de monges dominiques de Jesús, a Aveiro.
Tot i haver-se retirat al convent, la Joana fou sempre un suport lleial i entusiasta del germà petit i futur rei Joan II, tant en la política com en la vida. Renuncià als seus drets dinàstics en favor del germà, tot i que abans d'aquest fet fou reclamada a la cort diverses vegades.

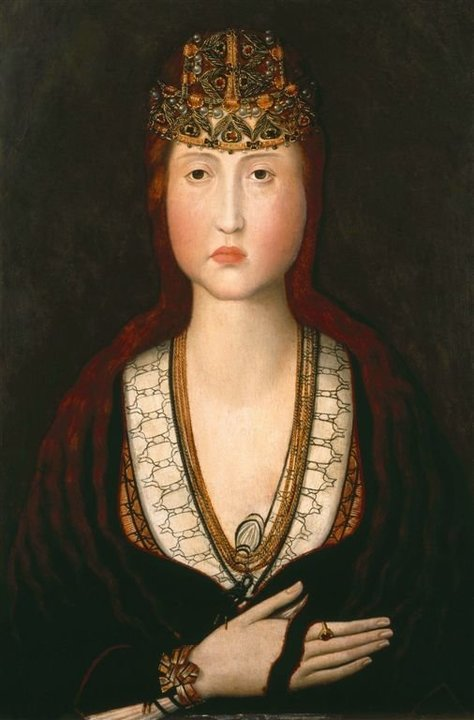
Retrat de la Joana, del 1475 (Aveiro, Convent de Jesús), atribuït a Nuno Gonçalves
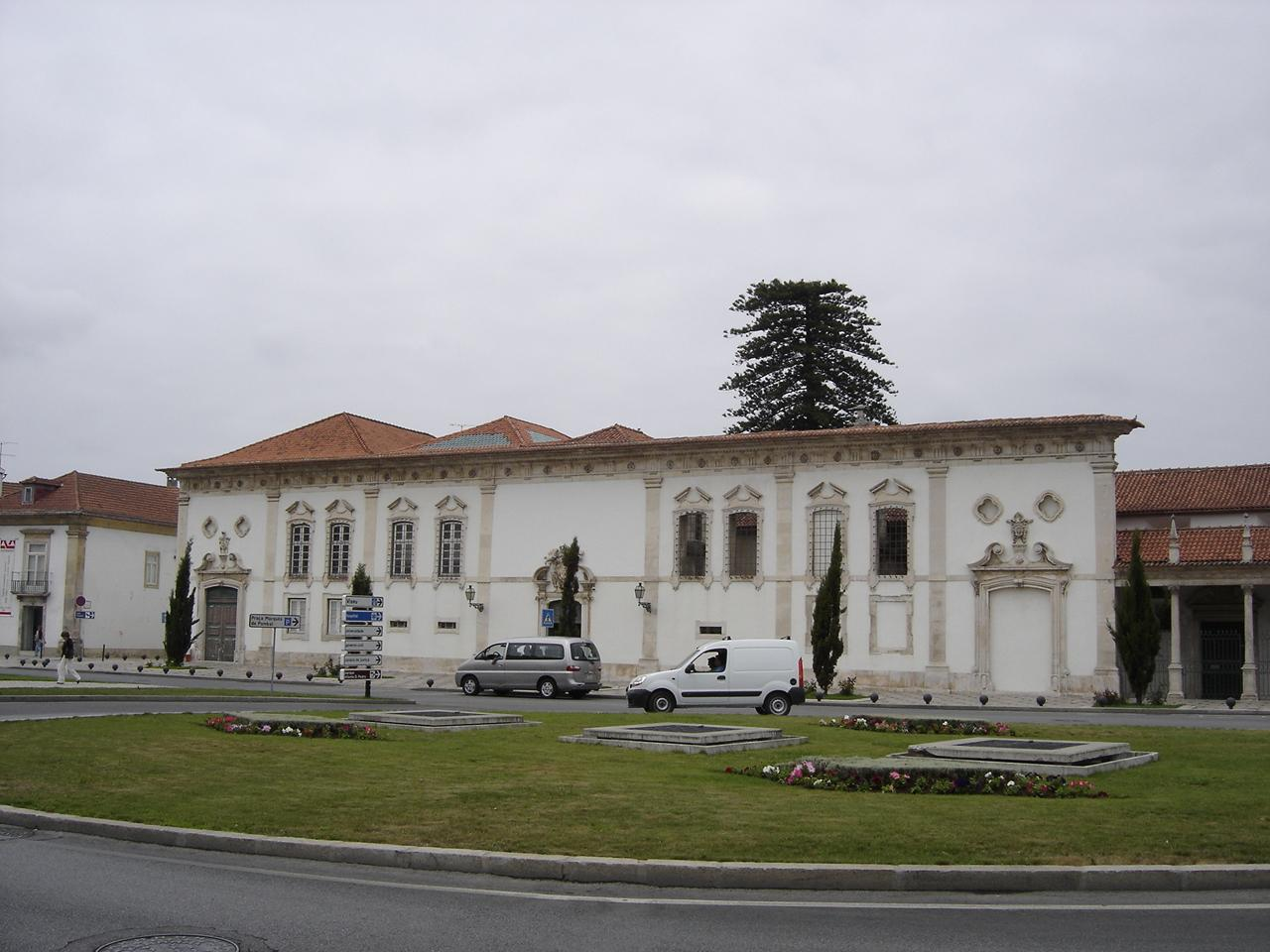
Convent de Jesús d'Aveiro
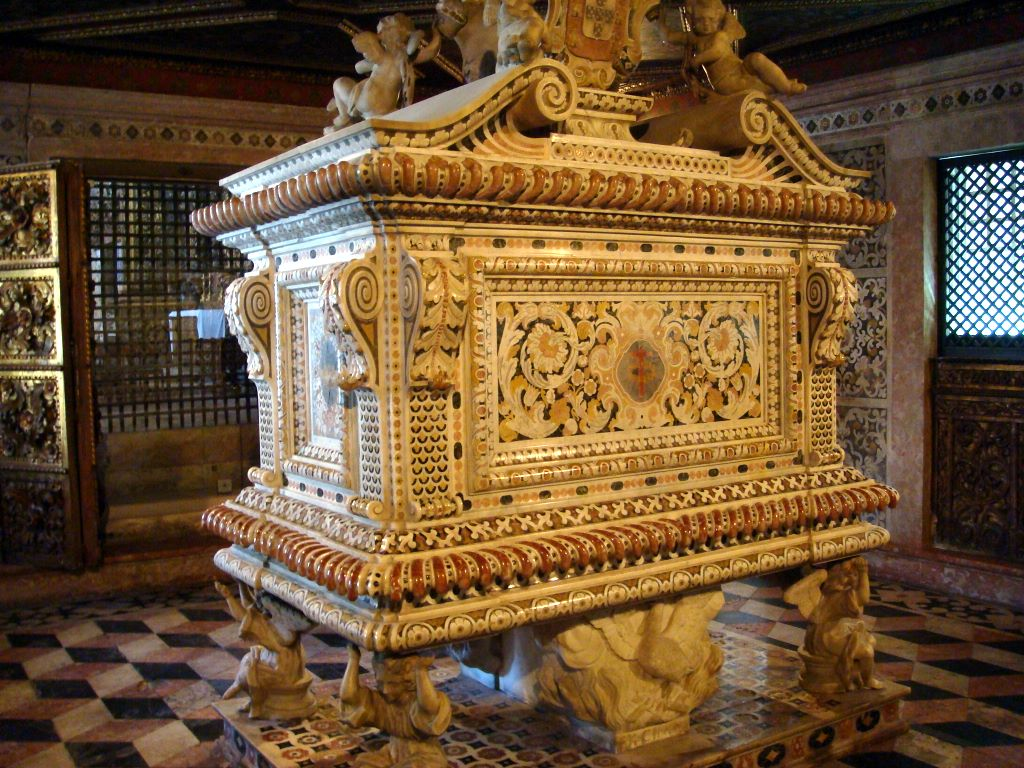
Tomba de marbre amb el cos de la infanta, al cor del Convent de Jesús d'Aveiro

## Beatificació
Joana de Coïmbra va morir el 12 de maig de 1490 a Aveiro, i fou enterrada al Monestir de Jesús, on havia passat els darrers quinze anys de vida. Avui el convent, deshabitat, és el Museu d'Aveiro o de Santa Joana.
Poc després de la seva mort aparegueren les primeres veus de miracles i guariments protagonitzats per la Joana. De manera que fou beatificada pel Papa Innocenci XII el 1693. Tot i no haver estat santificada, Joana es festeja com a santa a tot Portugal, i sobretot a Aveiro, el dia 12 de maig.